# Wizball
Wizball är ett datorspel utvecklat av Sensible Software och släppt av Ocean 1987 till Commodore 64, ZX Spectrum, Amstrad CPC, DOS-plattformen, Atari ST och Amiga.
Wizball är ett horisontellt scrollande Shoot 'em up-spel för 1 till 4 spelare, varav en funktion var att spela i 2-mannalag.

## Spelet

### Bakgrund
Wizworld var en lugn och vacker värld, tills den onde Zark och hans hemska hantlangare sög ur allt liv och färg från Wizworld. Endast en tråkig grå värld lämnades kvar. In kommer våra två hjältar trollkarlen Wiz och hans katt Nifta. Tillsammans måste de återställa färgen och livet till Wizworld.

### Genomförande
Wizworld består av 8 nivåer och man flyttar sig mellan de olika nivåerna genom diverse tunnelingångar. Wiz och hans katt flyter fram i sina Wizbollar och målet är att skjuta ner olikfärgade färgdroppar som flyter runt på de olika nivåerna. Dessa droppar skall Nifta sedan fånga upp och successivt fylla olika kittlar på skärmen med dropparnas färg. Dock flyger spritar som representerar Zarks elaka hantlangare runt på nivåerna och gör livet surt för Wiz och Nifta som då dessutom måste bekämpa dessa. Det finns även ett antal specialfärgade droppar som gör olika saker, allt från att ge extra liv till gift som gör katten galen.
Varje nivå kräver tre olika sorters färger och när man således fyllt de olika kittlarna med olika färger hamnar man på en bonusnivå där man kan få extra liv och andra "power-ups". Så småningom hamnar man i Wizs laboratorium där Wiz sprider ut färgen på den speciella nivån.

## Allmänt
Wizball blev ett väldigt populärt spel, framförallt inom Commodore 64-världen när spelet släpptes. Spelets design, grafik och fantastiska ljud gör att det blir ett riktigt beroendeframkallande spel och otaliga tonåringar spelade på 1980-talet bort timmar i sina försöka att klara av de 8 nivåerna.
Wizball programmerades av Chris Yates och musiken gjordes av Martin Galway.